# 托特·费伦茨
托特·费伦茨（匈牙利語：Tóth Ferenc，1909年2月8日—1981年2月26日），匈牙利男子摔跤运动员。他曾代表匈牙利参加1936年和1948年夏季奥林匹克运动会摔跤比赛，其中1948年奥运会获得一枚铜牌。